# Дордрехт (футбольний клуб)
«Дордрехт» (нід. FC Dordrecht, нід. вимова: [ɛfˈseː ˈdɔrdrɛxt]) — нідерландський професійний футбольний клуб з міста Дордрехт. Грає в Еерстедивізі, другому за силою нідерландському дивізіоні.
Його заснували 1883 року. Дворазовий володар Кубка Нідерландів (1914, 1932). У 1991 році об'єднався з клубом СВВ зі Східама. Домашні матчі з 1948 року проводить на стадіоні Кроммедейк, який після перебудови у 1998 вміщує 4 235 глядачів.

## Історія
Заснований 16 серпня 1883 року як крикетний клуб DCC, у 1891 році він розгалужився та додав до свого клубу футбольну частину, що змінило назву на DCFC. У 1899 році клуб повністю відмовився від крикету та продовжив як DFC. Він став професійним клубом у 1954 році після появи професійного футболу в Нідерландах. Наступні значні події відбулися в 1972 році, коли професійна гілка DFC була перейменована на ФК «Дордрехт» (нід. FC Dordrecht), і в 1974 році, коли професіонали та аматори розділилися.

## Досягнення
- Кубок Нідерландів:
  - Володар (2): 1913—14, 1931—32
  - Фіналіст (2): 1912—13, 1942—43
- Еерстедивізі (рівень 2):
  - Чемпіон (2): 1982—83, 1993—94
  - Срібний призер (2): 1986—87, 2013—14